# Stacyjka Hatley
Stacyjka Hatley (Oh, Doctor Beeching!) – brytyjski serial komediowy wyprodukowany przez BBC. Odcinek pilotowy został wyemitowany na BBC 1 w dniu 14 sierpnia 1995, zaś regularna emisja na tym samym kanale miała miejsce od 1 lipca 1996 do 28 września 1997. Łącznie zrealizowano 20 odcinków, podzielonych na dwie serie. W Polsce był pokazywany przez TVP.
Stacyjka... jest ostatnim serialem zrealizowanym przez Davida Crofta, współtwórcę m.in. ’Allo ’Allo! i Pan wzywał, milordzie?,  który po zakończeniu tej produkcji przeszedł na emeryturę, w wieku 76 lat. Croft był producentem serialu z ramienia BBC oraz jego współscenarzystą. Drugim głównym autorem scenariusza był Richard Spendlove, dziennikarz radiowy i były kolejarz, którego osobiste doświadczenia miały duży wpływ na fabułę. W rolach głównych wystąpiła trójka aktorów znanych z wcześniejszych seriali Crofta: Paul Shane, Jeffrey Holland i Su Pollard.

## Fabuła
Akcja serialu rozgrywa się w połowie lat 60. XX wieku na małej, prowincjonalnej stacji kolejowej, jakich dużo wówczas było w Wielkiej Brytanii. W pierwszym odcinku na położoną w wiosce Hatley stację przybywa pełny ambicji i zapału nowy kierownik, które chce uczynić z niej jedną z najlepszych w regionie. Spotyka się to z mało entuzjastycznym przyjęciem zasiedziałych na stacji pracowników, którzy są bardzo zadowoleni ze status quo. Dodatkowo personel dowiaduje się o planach ówczesnego prezesa British Rail, doktora Richarda Beechinga. W ramach projektu restrukturyzacji kolei ma on zamiar zamknąć ponad 2000 stacji (plan ten, tzw. Beeching Axe, jest autentycznym wydarzeniem z historii brytyjskiej kolei). Jedną z zagrożonych stacji jest właśnie ta w Hatley.

## Bohaterowie i obsada
- Jack Skinner (Paul Shane)

Oficjalnie jest zatrudniony na stacji jako zastępca kierownika i jednocześnie bagażowy, ale w praktyce zajmuje się wszystkim, co tylko jest potrzebne do jej funkcjonowania. Kuleje i mówi z silnym, północnoangielskim akcentem (np. nie wymawia głoski „h” w nazwie własnej stacji, co denerwuje pana Parkina). Jest szaleńczo zakochany w swej młodszej od siebie żonie, May, o którą jest również niezwykle zazdrosny. Często staje się nieformalnym przywódcą pracowników w ich stosunkach z przełożonymi.
- Cecil Parkin (Jeffrey Holland)

Przybywa na stację w pierwszym odcinku serialu, aby objąć wakujące od trzech miesięcy stanowisko jej kierownika (station master). Podobnie jak inni bohaterowie, pochodzi z niższych klas społecznych, lecz za sprawą wielu lat przepracowanych na stacjach pełnych bankierów i profesorów jako pasażerów, nabrał dobrych manier i starannej angielszczyzny. Hatley jest pierwszą kierowaną przez niego stacją, zawsze marzył o objęciu takiego stanowiska. Bardzo chce, aby stacja była wzorem dla innych w okolicy, co ma mu zaskarbić uznanie przełożonych. Jego wyniosły styl bycia i wysokie wymagania sprawiają, że nie jest lubiany wśród podległego sobie personelu. W młodości przeżył szalony romans z May, którego owocem (jak sądzi) była córka Gloria. Teraz marzy o tym, aby znów móc być z dawną ukochaną. Stara się zachować to wszystko w tajemnicy przed jej mężem.
- Ethel Schumann (Su Pollard)

Pracuje na stacji jako bileterka. Jest niezbyt inteligentną plotkarą, uwielbia wtykać nos w nie swoje sprawy, zwłaszcza w życie May i obu interesujących się nią mężczyzn (Jacka i Cecila). W czasie II wojny światowej była krótko żoną amerykańskiego żołnierza, który potem zginął. Ma z tego związku syna Wilfreda. Flirtuje z konduktorem Percym, który jednak w gruncie rzeczy woli młodziutką Amy.
- May Skinner (Julia Deakin)

Żona Jacka i dawna miłość Cecila, której ten wciąż nie może zapomnieć. Prowadzi na stacji bar. Jest rozdarta między oboma mężczyznami. Z jednej strony wciąż bardzo żywe są w niej wspomnienia młodzieńczego romansu z przystojnym Cecilem, który ostatecznie ją jednak porzucił. Z drugiej strony bardzo ceni sobie uczciwość i oddanie starszego od niej Jacka, z którym przeżyła już wiele lat w małżeństwie i wychowała z nim córkę. Denerwuje ją jedynie chorobliwa zazdrość męża.
- Vera Plumtree (Barbara New)

Jest wdową po maszyniście, dzięki czemu posiada mieszkanie w pracowniczym domu koło stacji oraz otrzymuje skromną rentę od kolei. To typ nudzącej się nieco starszej pani, która chętnie wykonuje dla pracowników stacji różne drobne prace, niekiedy nawet za darmo, i chętnie włącza się we wszelkie rozgrywające się na stacji wydarzenia.
- Harry Lambert (Stephen Lewis)

Harry pracuje jako główny zawiadowca stacji, steruje semaforami regulującymi ruch pociągów na przebiegającym przez nią odcinku linii. Na pozór jest nieco zniedołężniałym już starszym panem, ale w rzeczywistości to człowiek-instytucja. Oprócz swoich podstawowych obowiązków (których szczerze nie cierpi), „na boku” prowadzi też mały zakład fryzjerski, punkt napraw wszelakiego sprzętu, uprawę warzyw, hodowlę zwierząt, a nawet punkt zakładów bukmacherskich. Ta dodatkowa działalność nie podoba się Parkinowi, więc Harry, chcąc go udobruchać, zawsze zwraca się do niego w sposób pełen bardzo nieszczerego uniżenia.
- Arnold i Ralph (Ivor Roberts i Perry Benson)

Są maszynistami pracującymi na linii, przy której leży stacyjka Hatley. Arnold to kolejarz starej daty, któremu przydzielono do przyuczenia niezbyt pojętnego Ralpha. Nauka jazdy parowozem nie idzie młodzianowi najlepiej.
- Wilfred (Paul Aspen)

Syn Ethel z jej przelotnego związku z amerykańskim żołnierzem. Na stacji pracuje jako pomocnik bagażowego, w praktyce będąc pracownikiem typu „przynieś, podaj, pozamiataj”. Wilfred jest skrajnie mało inteligentny, do tego usiłuje grać na gitarze elektrycznej, co przyprawia o ból głowy sąsiadów i zarazem współpracowników.  
- Gloria (Lindsay Grimshaw)

Córka May i Jacka, przynajmniej oficjalnie, gdyż May podejrzewa (o czym nie wie ani Jack, ani sama dziewczyna), iż jej ojcem jest Cecil. Uczy się jeszcze, a w wolnych chwilach pomaga matce w barze na stacji. Nosi zawsze bardzo krótkie sukienki, za co strofują ją obaj jej ojcowie.
- Pan Orkindale (Richard Spendlove)

Bezpośredni zwierzchnik kierownika stacji, pracuje w biurze okręgowym kolei. Cecil bardzo obawia się jego wizyt, obaj nie darzą się zresztą sympatią. Choć pozornie surowy, Pan Orkindale doskonale wie o różnych drobnych grzeszkach pracowników stacji i przymyka na nie oko, pozostając z bagażowym czy zawiadowcą w znacznie lepszych relacjach niż z kierownikiem stacji.

## Odcinki

### Pilot
| 1 | - | Pilot | Roy Gould | David Croft, Richard Spendlove | 14 sierpnia 1995 |
| Odcinek pilotowy prezentuje bohaterów i ukazuje moment przybycia Cecila na stację, a także tłumaczy jego skomplikowaną relację z May (zobacz opisy bohaterów powyżej). |   |       |           |                                |                  |

### Seria 1
| 2 | 1 | All Change              | Roy Gould | David Croft, Richard Spendlove | 1 lipca 1996     |
| Pierwszy odcinek serialu został zrealizowany według tego samego scenariusza, co odcinek pilotowy. Zdjęcia musiały zostać częściowo powtórzone ze względu na istotną zmianę obsadową - z produkcją rozstała się Sherrie Hewson, która wystąpiła w pilocie jako May. Jej miejsce zajęła Julia Deakin.                                                            |   |                         |           |                                |                  |
| 3 | 2 | Talking Turkey          | Roy Gould | David Croft, Richard Spendlove | 8 lipca 1996     |
| Z prowadzonej przez Harry’ego hodowli zwierząt (które mają zostać w przyszłości spożyte przez pracowników stacji) ucieka indyk. Zwierzę biega po linii kolejowej i pracownicy muszą je złapać, nie zwracając do tego uwagi kierownika stacji, który o niczym nie wie.                                                                                          |   |                         |           |                                |                  |
| 4 | 3 | The Train Now Standing… | Roy Gould | David Croft, Richard Spendlove | 15 lipca 1996    |
| Cecil postanawia zmodernizować system informowania pasażerów zatrzymujących się pociągów. Dotychczas na peron wychodził sam kierownik lub jego zastępcą i wykrzykiwał nazwę stacji i możliwe przesiadki. Teraz takie komunikaty mają płynąć z nowoczesnych głośników. Na lektorkę zostaje wybrana Ethel, ale nauka nowych obowiązków nie idzie jej zbyt dobrze |   |                         |           |                                |                  |
| 5 | 4 | A Moving Story          | Roy Gould | David Croft, Richard Spendlove | 22 lipca 1996    |
| Cecil wprowadza się wreszcie do służbowego mieszkania kierownika stacji, którego standard jest bardzo spartański na tle tego, do czego przywykł pracując w mieście. Tymczasem May zdradza Ethel, że kiedyś była kochanką Cecila. |   |                         |           |                                |                  |
| 6 | 5 | The Late Mr. Buckly     | Roy Gould | David Croft, Richard Spendlove | 29 lipca 1996    |
| Odcinek utrzymany w klimacie typowo angielskiej komedii pomyłek, która rozpoczyna się od przybycia na stację pewnej trumny, opisanej jako śp. Pan Buckly. |   |                         |           |                                |                  |
| 7 | 6 | Horse Play              | Roy Gould | David Croft, Richard Spendlove | 5 sierpnia 1996  |
| Cecil, który nie może przestać myśleć o May, kupuje jej bardzo ponętną bieliznę. Przypadkiem dowiaduje się o tym Vera, a przez nią tajemnica trafia do Jacka, który oczywiście wpada we wściekłą zazdrość. |   |                         |           |                                |                  |
| 8 | 7 | Past Love               | Roy Gould | John Stevenson                 | 12 sierpnia 1996 |
| Cecila odwiedza jego wieloletnia narzeczona, korpulentna inspektor podatkowa. Choć wykształceniem i ogładą sytuuje się co najmniej o klasę wyżej od May, Cecil uświadamia sobie, że zdecydowanie woli jednak swoją zamężną dawną miłość. |   |                         |           |                                |                  |
| 9 | 8 | Job Opportunity         | Roy Gould | John Stevenson                 | 19 sierpnia 1996 |
| May chce przenieść się na większą stację. Jacka i Cecil szaleją z zazdrości, bowiem mężczyzna mający przeprowadzić z May rozmowę kwalifikacyjną jest znany jako uwodziciel. Harry ma z nim osobiste porachunki do wyrównania, ponieważ wini go za rozpad swego małżeństwa.                                                                                     |   |                         |           |                                |                  |
| 10 | 9 | Sleeping Around         | Roy Gould | David Croft, Richard Spendlove | 27 sierpnia 1996 |
| Młodzież ze stacji, Gloria i Wilfred, ku przerażeniu swoich rodziców nie wraca na noc do domów. Wkrótce okazuje się, że oboje nocowali u Cecila. Tymczasem sam kierownik postanawia wysłać kulejącego Jacka na komisję lekarską, licząc że zostanie odesłany na rentę.                                                                                         |   |                         |           |                                |                  |

### Seria 2
| 11 | 1  | No Milk for the Minister      | Roy Gould | David Croft, Richard Spendlove | 29 czerwca 1997  |
| Nieoczekiwanie stację ma odwiedzić sam minister transportu. Wszyscy chcą go godnie przyjąć, ale okazuje się, że w barze nie ma już ani odrobiny mleka, zaś po mleczarzu ani śladu. A przecież w Anglii herbata bez mleka to coś niegodnego ministra... Jack i Wilfred postanawiają zdobyć je za wszelką cenę.                         |    |                               |           |                                |                  |
| 12 | 2  | Father's Day                  | Roy Gould | David Croft, Richard Spendlove | 6 lipca 1997     |
| Odcinek przynosi rozwiązanie jednej z głównych zagadek dotychczasowych epizodów: kto jest tak naprawdę ojcem Glorii? Cecil, jak sądzi jej matka i sam zainteresowany? Czy też może Jack, który był już związany z May w tym samym czasie, a potem został oficjalnym ojcem dziewczyny?                                                 |    |                               |           |                                |                  |
| 3 | 13 | The Gravy Train               | Roy Gould | Paul Minett, Brian Leveson     | 13 lipca 1997    |
| Jack przypadkiem znajduje na torach walizkę pełną pieniędzy. Wygląda na to, że złapał Pana Boga za nogi. Aż do chwili, gdy okazuje się, że poprzedniego dnia przejeżdżał tędy pociąg ze znanymi fałszerzami. |    |                               |           |                                |                  |
| 14 | 4  | The Van                       | Roy Gould | David Croft, Richard Spendlove | 20 lipca 1997    |
| Część stacji na linii idzie do likwidacji, ale ma to też dobre strony. Ich tymczasowym kierownikiem przez ostatnich kilka miesięcy działania ma być Cecil. Aby mógł się między nimi szybko przemieszczać, dostaje od kolei służbową furgonetkę. Sęk w tym, że nie ma prawa jazdy.                                                     |    |                               |           |                                |                  |
| 15 | 5  | Lucky Strike                  | Roy Gould | John Chapman                   | 27 lipca 1997    |
| Podburzony przez swojego wujka-związkowca maszynista Ralph postanawia podjąć strajk. Wzburzone władze kolei grożą zwolnieniami całej załodze stacji. Jest tylko jedna rzecz ważniejsza dla Ralpha niż współpraca z wujkiem - względy Glorii, która jednak nie chce słyszeć o randce z nim.                                            |    |                               |           |                                |                  |
| 16 | 6  | Love Is a Very Splendid Thing | Roy Gould | David Croft, Richard Spendlove | 17 sierpnia 1997 |
| Pozostająca od lat wdową Ethel odnajduje wreszcie nową miłość. Po raz kolejny jest nią Amerykanin, żołnierz z pobliskiej bazy. Myśli o wyjeździe do Ameryki z nowym ukochanym. Wilfred nie chce być dla matki zawadą i postanawia zupełnie odmienić swoje życie...                                                                    |    |                               |           |                                |                  |
| 17 | 7  | A Bowl in the Hand            | Roy Gould | John Stevenson                 | 14 września 1997 |
| W okolicy odbywają się doroczne zawody w kręglach. Pracownicy stacji jadą tam w podwójnej roli - jako drużyna, ale także jako obsługa specjalnie podstawionego pociągu. W wyniku nieoczekiwanego zbiegu okoliczności May zostaje na stacji prawie sama z dyżurującym Cecilem. Gdy dowiaduje się o tym Jack, chce wrócić czym prędzej. |    |                               |           |                                |                  |
| 18 | 8  | Action Stations               | Roy Gould | John Chapman                   | 17 września 1997 |
| Szofer miejscowej arystokratki, prywatnie kumpel pracowników stacji, zdradza im, że do jego pracodawczyni ma przyjechać w odwiedziny sam doktor Beeching. Pracownicy chcą go powitać niczym króla, bo od jego decyzji zależy ich przyszły los.                                                                                        |    |                               |           |                                |                  |
| 19 | 9  | A Pregnant Pause              | Roy Gould | Paul Minett, Brian Leveson     | 21 września 1997 |
| Arnold ma kłopoty z opanowaniem jazdy nowymi, spalinowymi lokomotywami. Boi się bardzo o utratę pracy i podejmuje drastyczne środki, mając w tym poparcie reszty personelu. Tymczasem May podejrzewa, że mimo swego wieku może być znowu w ciąży.                                                                                     |    |                               |           |                                |                  |
| 20 | 10 | Ton Up                        | Roy Gould | David Croft, Richard Spendlove | 28 września 1997 |
| Ostatni odcinek serialu (choć decyzja o jego zamknięciu zapadła już po realizacji tego epizodu) ma bardzo uroczystą oprawę, oto bowiem personel stacji świętuje stulecie jej powstania. Gościnnie wystąpił Windsor Davies jako burmistrz.                                                                                             |    |                               |           |                                |                  |

## Produkcja
Zdjęcia do serialu były realizowane na Severn Valley Railway, autentycznej linii kolejowej w zachodniej Anglii, zamkniętej w latach 60., a potem otwartej ponownie jako linia turystyczna. Tytułową stację „zagrała” położona na tej linii stacja we wsi Upper Arley w hrabstwie Worcestershire (zdjęcie stacji widoczne jest w infoboksie na górze tego artykułu). Do zdjęć wykorzystano lokomotywę parową typu British Rail Standard Class 2 2-6-0
David Croft i Richard Spendlove pełnili rolę scenarzystów wiodących serialu, byli też autorami jego ogólnej koncepcji, natomiast (co jest dość nietypowe dla seriali Crofta) przy kilku odcinkach pozostawili napisanie ich scenariusza innym autorom. Byli nimi John Chapman, John Stevenson, Paul Minett i Brian Leveson.

### Piosenka tytułowa
Głównym motywem muzycznym serialu jest piosenka Oh, Doctor Beeching!, stanowiąca zmodyfikowaną wersję starego przeboju z przedwojennego, brytyjskiego teatru muzycznego Oh! Mr Porter. Dopisano do niej nowe słowa, nawiązujące do fabuły serialu, które podczas napisów końcowych wykonują Su Pollard oraz chór. Przy napisach początkowych utwór występuje w wersji instrumentalnej.